# 디앤티
디앤티(D&T Inc.)는 대한민국의 의료용(수술/진단/초음파용) 디스플레이 기업이다. 의료용 모니터 및 관련 장비·시스템 개발과 전자칠판 등을 생산한다 본사는 대전 유성구 가정북로 26-121에 위치해 있으며 회장은 이양규 대표이사는 박해일, 권경웅이다.

## 상장
2006년 12월 22일에 공모가 6,200원에 코스닥 시장에 상장하였다.

## 참고문헌
1. ↑  디앤티 이양규 회장, 충남대병원에 발전기금 1억 기부, 충남일보, 2023-12-23
2. ↑  (주)디앤티 이양규 회장, 충남대학교병원에 발전기금 1억원 기부, 뉴스티앤티, 2023.12.18
3. ↑  주식회사 디앤티 이양규 회장, 충남대학교병원에 발전기금 1억 원 기부, 전국일간지, 2023.12.18